# Hermann Schwarz (Philosoph)

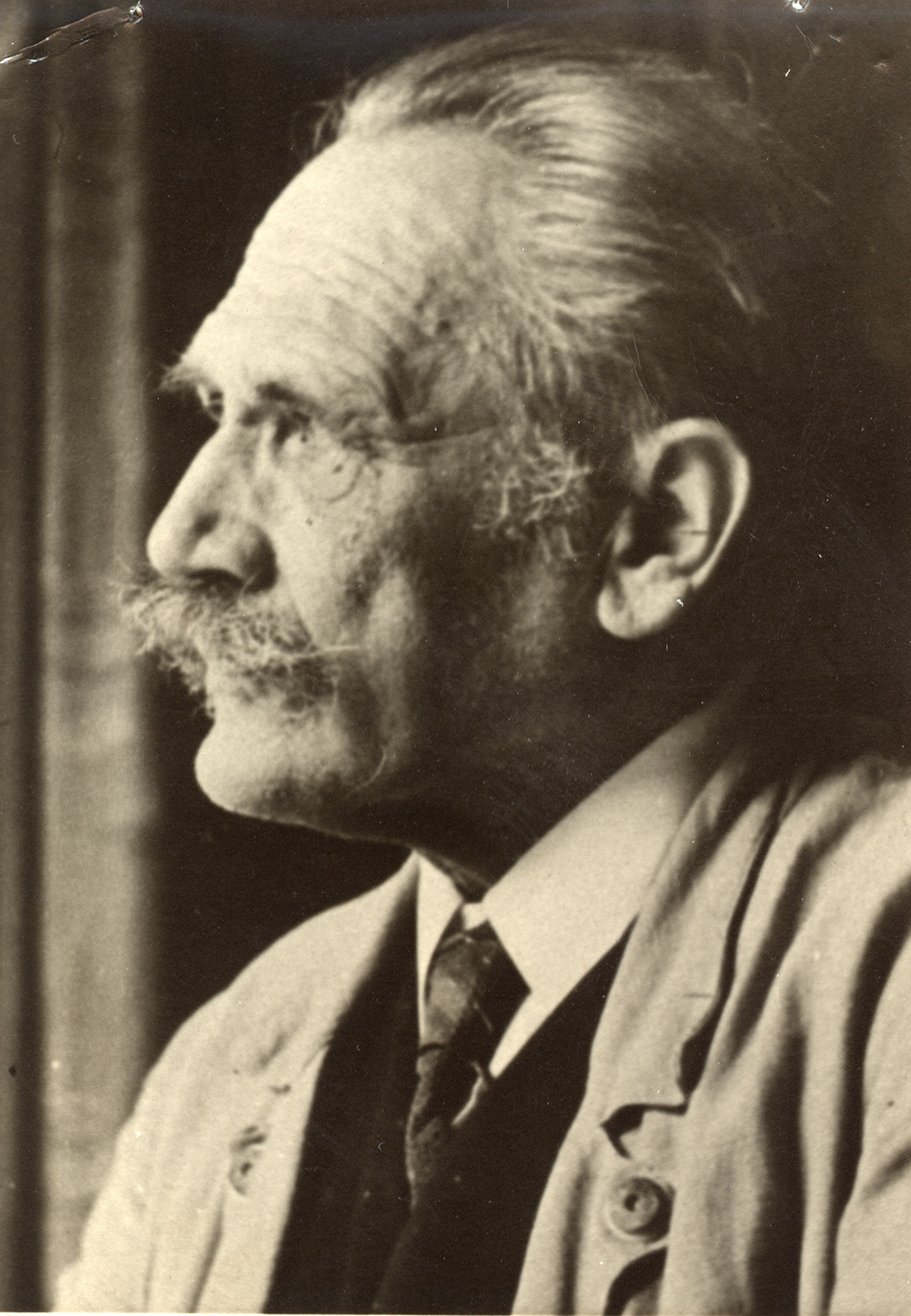
Hermann Schwarz in Greifswald, 1940er Jahre

Hermann (Cuno) Schwarz (* 22. Dezember 1864 in Düren; † 12. Dezember 1951 in Darmstadt) war ein deutscher Professor für Philosophie.

## Leben
Schwarz studierte in Halle Mathematik und Philosophie. Im Jahr 1908 erhielt er eine Professur in Marburg. Bereits 1910 wechselte er auf einen Lehrstuhl an der Universität Greifswald. Er war Herausgeber der Zeitschrift für Philosophie und philosophische Kritik.
Schwarz begründete zusammen mit Bruno Bauch 1917/18 die Deutsche Philosophische Gesellschaft mit, die sich als Alternative zu den Kant-Studien verstand. Ihr satzungsgemäßer Zweck war „die Pflege, Vertiefung und Wahrung deutscher Eigenart auf dem Gebiete der Philosophie“.
Schwarz trat der NSDAP bereits 1923 bei. Im März 1933 unterzeichnete er die Erklärung von 300 Hochschullehrern für Adolf Hitler. Schwarz wurde 1938 emeritiert. Adolf Hitler verlieh ihm 1939 die Goethe-Medaille für Kunst und Wissenschaft.
Nach Ende des Zweiten Weltkriegs wurden in der Sowjetischen Besatzungszone zahlreiche Schriften von Schwarz auf die Liste der auszusondernden Literatur gesetzt.

## „Zur philosophischen Grundlegung des Nationalsozialismus“
Zu Schwarzens Philosophie gehörte die Vorstellung, dass der Mensch den Sinn seines Daseins natürlich von seinem Blut her zu verstehen habe. Das gemeinsame nordische Blut werde aber dem Einzelnen nur wahrhaft existent, wenn er es gemeinschaftlich, völkisch, bejahe und dann von unendlichem Glück (innere Unendlichkeit) erfüllt erleben dürfe.
„Dass wir uns als Einheit auf der Naturgrundlage unseres gemeinsamen Blutes erleben, bedeutet, dass sich diese Einheit als ewiger Sinn in unsere Seele legt. Unser Blut, dessen nordischer Weise wir uns freuen, unterliegt dem Gesetze der Natur. Es rinnt getrennt in vielen Adern – das ist seine räumliche Zerstreuung – und es ist vergänglich in diesen Adern. Aber nun stellen wir uns die Einheit der Menschen dieses Blutes nicht etwa gedanklich vor, wir addieren uns nicht miteinander, sondern wir fühlen uns erfüllt von einer inneren Unendlichkeit, wenn wir in der Gleichheit unseres Blutes unsere seelische Gemeinschaft bejahen. Ein überindividuelles Einheitsleben wird da in jedem von uns existent, das ebenso in allen anderen, die völkisch erleben, existent wird.“
Dazu sei der Einzelne als Individuum in einer höheren Einheit aufzuheben. Das Volk als Blutsgemeinschaft werde zur zu bejahenden Größe: „Nicht mehr der einzelne, sondern das ganze Volk ist Individuum.“ In Relativismus und Materialismus sah Schwarz eine feindliche, auf die „Zertrümmerung der Völker“ gerichtete Denkhaltung. In der Sowjetunion sei die Seele des Volkes durch Judentum und Bolschewismus beerdigt worden.
„In Rußland sind zuerst alle Ideen von einer relativistisch denkenden Intelligenz totgeschlagen worden. Darauf ist die in tausend Meinungen zerklüftete Intelligenz von den Massen totgeschlagen worden, und nun herrscht der Jude mit 300 000 oberen Räten über 150 Millionen Slawen, die zu Sklaven geworden sind, weil sie sich ihrer einheimischen Führer entledigt haben. Mit Tscheka, esthnischen und mandschurischen Bataillonen ist die russische Seele ins Grab geschaufelt worden.“

## Schriften
- Das Wahrnehmungsproblem (1892)
- Was will der kritische Realismus? (1894)
- Grundzüge der Ethik (1896)
- Psychologie des Willens zur Grundlegung der Ethik (1900)
- Das Sittliche Leben (1901)
- Glück und Sittlichkeit. 1902.
- Der moderne Materialismus. 1904; zweite Auflage, 1912.
- Der Gottesgedanke in der Geschichte der Philosophie. Winter, Heidelberg 1913.
- Fichte und wir. Sechs Vorlesungen, gehalten auf der Lauterberger Weltanschauungswoche 2. – 7. Oktober 1916, Zickfeld, Osterwieck/Leipzig 1917.
- Weltgewissen oder Vaterlandsgewissen. Kayser, Erfurt 1919.
- Das Ungegebene. Eine Religions- und Wertphilosophie. Mohr-Siebeck Verlag, Tübingen 1921.
- Über Gottesvorstellungen großer Denker. Sechs Hochschulvorträge. (Philosophische Reihe, 12. Band.) Rösl & Cie. München 1922
- Ethik Ferd. Hirt, Breslau 1925.
- Ethik der Vaterlandsliebe. H. Beyer, Langensalza 1926.
- Gott im Volkstum. H. Beyer, Langensalza 1928.
- Gott, Jenseits von Theismus und Pantheismus. Junker und Dünnhaupt, Berlin 1928.
- Kriegsschuldlüge und unsere Pflicht. Ratsbuchhandlung L. Bamberg, Greifswald 1928.
- Gemeinschaft und Idee. W. de Gruyter, Berlin 1930.
- Systematische Selbstdarstellung. Junker und Dünnhaupt, Berlin 1933.
- Nationalsozialistische Weltanschauung. Freie Beitrage zur Philosophie des Nationalsozialismus aus den Jahren 1919–1933. Junker und Dünnhaupt, Berlin 1933.
- Christentum, Nationalsozialismus und Deutsche Glaubensbewegung. Junker und Dünnhaupt, Berlin 1934. 2. Auflage 1938.
- Ekkehart der Deutsche. Völkische Religion im Aufgang. Junker und Dünnhaupt, Berlin 1935
- Zur philosophischen Grundlegung des Nationalsozialismus. Schriften der Deutschen Hochschule für Politik. 1. Idee und Gestalt des Nationalsozialismus, Heft 17, Berlin 1936.
- Deutscher Glaube am Scheidewege. Junker und Dünnhaupt, Berlin 1936.
- Die Irminssäule als Sinnbild deutschvölkischen Gottesglaubens. Junker und Dünnhaupt, Berlin 1937.
- Grundzuge einer Geschichte der artdeutschen Philosophie. Junker und Dünnhaupt, Berlin 1937.
- Deutsche Gotteserkenntnis einst und jetzt. Durchbruch-Verlag, Stuttgart 1938.
- Gesammelte Werke. Junker und Dünnhaupt, Berlin 1940.
- Ewigkeit. Ein deutsches Bekenntnis. Junker und Dünnhaupt, Berlin 1941.